# Antônio Mendonça (latinista)
Antônio da Silveira Mendonça (3 de febrero de 1930 - 28 de noviembre de 2023) fue un latinista, educador y experto en traducción brasileño. También fue profesor titular en varias universidades brasileñas, donde estudió literatura clásica. Su trabajo en el desarrollo de programas de estudios clásicos tuvo un impacto duradero en la educación y el mundo académico en Brasil.

## Primeros años y educación
Mendonça nació en 1930, en la ciudad de  Santa Lúcia, São Paulo, Brasil. Su infancia estuvo marcada por la muerte de su padre, lo que lo llevó a seguir la vocación en la carrera religiosa de la Iglesia Católica Romana durante su adolescencia.
A los 12 años, Mendonça fue acogido por sacerdotes de una iglesia de la ciudad de São Carlos, en el interior del estado de São Paulo. Comenzó allí sus estudios y destacó académicamente, lo que lo llevó a ser enviado a Italia a estudiar teología. Sin embargo, más tarde abandonó este camino, regresó a Brasil y se dedicó a las artes liberales seculares.
Estudió lenguas clásicas y se involucró en los campos del latín y el griego antiguo. Mendonça se licenció en Letras antes de obtener su título de posgrado, iniciando así su larga carrera académica. 

## Carrera académica
Mendonça fue un profesor de la Universidad de São Paulo (USP) durante más de cuatro décadas, especializándose en estudios latinos y clásicos. En la década de 1980, fue una figura clave en la creación del Departamento de Lenguas Clásicas de la Universidad de Campinas (Unicamp). En la USP, Mendonça enseñó y asesoró a estudiantes de posgrado, continuó su trabajo después de su jubilación y formó a la próxima generación de académicos en su campo.  
A lo largo de su carrera, tradujo varias obras del latín al portugués, entre ellas De Pictura de León Battista Alberti, Naturalis Historia de Plinio el Viejo y Bellum Catilinae de Salustio.
Mendonça enseñó portugués en el Colégio Santa Cruz de São Paulo desde los años 1960 hasta los 1980. Los exalumnos han recordado que, aunque su enfoque era riguroso, demostró un genuino cuidado e interés en su crecimiento académico.

## Trabajo de traducción
La extensa obra traductora de Mendonça incluyó importantes textos del latín, como el Bellum Civile de Julio César y obras de Plinio el Viejo. También tradujo del griego y del italiano, contribuyendo a la accesibilidad de los textos clásicos en portugués. Sus traducciones han sido reconocidas por su precisión académica y calidad literaria, haciendo que las obras antiguas sean más accesibles a los lectores brasileños. 

## Vida personal
Fuera de las aulas, Mendonça admiraba la música y tenía interés por la samba y el MPB (pop brasileño), lo que reflejaba su amor por la cultura brasileña. También apreciaba la música clásica, los cantos gregorianos (que reflejaban sus experiencias con la Iglesia) y la música chanson francesa de Édith Piaf.
Mendonça también tenía interés por los deportes y fue fanático del fútbol durante toda su vida, apoyando al club de fútbol Palmeiras. También le gustaba jugar al tenis.  
Como políglota, Mendonça podía hablar, enseñar y leer en portugués, español, griego, italiano, francés y latín.
Mendonça falleció a causa de un accidente cerebrovascular el 28 de noviembre de 2023, a la edad de 93 años. Su legado como erudito y educador continúa influyendo en la investigación y la educación clásica en Brasil. Su extensa obra traducida todavía se incluye en los programas universitarios, contribuyendo con  la comprensión moderna de los textos antiguos.  